# Erfbelasting
Successierecht, erfenisrecht, erftaks of erfbelasting is een directe belasting die wordt geheven over erfenissen. Het is de belasting die verschuldigd is door de erfgenaam naar aanleiding van het overlijden van de erflater op het netto-vermogen van de erflater. Het is verwant aan de schenkbelasting. In België bestaat sinds 1921 voor vzw's een taks tot vergoeding der successierechten.
Het tarief van deze belasting, die gerelateerd is aan het erfrecht, is sterk progressief en afhankelijk van twee factoren:
- de omvang van de verkrijging
- de graad van verwantschap tussen de erfgenaam en de overledene.

Zo betaalt een zoon die erft van zijn vader minder belasting dan een neef die van zijn oom hetzelfde bedrag erft. Het hoogste tarief geldt voor een erfenis of schenking van iemand die geen bloedverwant of partner is.

## Nederland
In Nederland werd de erfbelasting, toen successierecht genoemd, in 1956 ingevoerd. Dit wordt geregeld in de Successiewet 1956 waarin ook de schenkbelasting wordt geregeld, de belasting bij schenkingen. In het kader van de erfbelasting wordt onder erfgenaam ook legataris verstaan. Desgevraagd verstrekt de Belastingdienst de erfgenaam inzage in de voor de belastingheffing te zijnen aanzien van belang zijnde stukken. Als er een executeur is, heeft deze onder meer de taak de aangifte erfbelasting te verzorgen en de aanslag namens de erfgenamen uit de nalatenschap te betalen. Doet een erfgenaam zelf aangifte, rust de betalingsplicht van de aanslag op de erfgenaam, niet de executeur, het betaalde bedrag is een schuld van de nalatenschap en betaling door de erfgenaam uit het eigen vermogen, wordt bij de verdeling meegerekend. 
De tariefopbouw heeft een eerste en tweede progressie. De eerste progressie kan beredeneerd worden vanuit de bevoorrechte verkrijgingsgedachte en bestaat uit een toenemend tarief bij afnemende verwantschap, waar ook de aloude gedachte van familiebezit in teruggevonden kan worden. De tweede progressie berust op het draagkrachtbeginsel en houdt in dat het tarief hoger wordt naarmate de verkrijging in omvang toeneemt. Een derde progressie zou inhouden dat het tarief mede afhankelijk is van het inkomen of de vermogenspositie van de verkrijger; deze is niet van toepassing.
De Successiewet regelt de maatstaaf voor de heffing en de mogelijke aftrekposten, artikel 4:7 lid 1 BW (Schulden van de nalatenschap) staat daarbuiten. Voor de heffing geldt de waarde van de verkrijging op het tijdstip van overlijden van de erflater en de wetsversie die dan geldt. Boek 4 van het Nederlandse Burgerlijk Wetboek kent verder een aantal fictiebepalingen, waarin bepaalde constructies die juridisch geen schenking/vererving zijn, toch voor de toepassing van de wet als verkrijging krachtens erfrecht worden beschouwd en waar dus de tarieven van de erfbelasting op van toepassing zijn. Zo is er een paragraaf over giften en andere handelingen die worden aangemerkt als legaten. Dit betreft bijvoorbeeld begunstiging bij een sommenverzekering, voor zover de uitkering die door het overlijden van de verzekeringnemer verschuldigd wordt, als een gift geldt. Aftrekbaar als schulden, zijn de schulden die erflater had bij overlijden en die niet met het overlijden teniet zijn gegaan. Als enige andere post zijn de uitvaartkosten aftrekbaar. Overige kosten, als die van de executeur of de vereffening blijven buiten de berekening voor de erfbelasting.
Er was in 2022 een belastingvrije voet (voetvrijstelling, geregeld in artikel 32):
- voor partners € 680.645
- voor gehandicapte kinderen € 64.666
- voor overige kinderen en voor kleinkinderen € 21.559
- voor achterkleinkinderen € 2.274
- voor ouders van hun kind € 51.053
- voor andere verkrijgers € 2.274

Het tarief (geregeld in artikel 24) was in 2022:
- voor partners en kinderen 10% over de eerste € 130.425 boven de voetvrijstelling en 20% over het restant
- voor kleinkinderen 18% over de eerste € 130.425 boven de voetvrijstelling en 36% over het restant
- voor andere verkrijgers 30% over de eerste € 130.425 boven de voetvrijstelling en 40% over het restant

En in 2023 is de belastingvrije voet (voetvrijstelling, geregeld in artikel 32):
- voor partners € 723.526
- voor gehandicapte kinderen € 68.740
- voor overige kinderen en voor kleinkinderen € 22.918
- voor achterkleinkinderen € 2.418
- voor ouders van hun kind € 54.270
- voor andere verkrijgers € 2.418

Het tarief (geregeld in artikel 24) is in 2023:
- voor partners en kinderen 10% over de eerste € 138.641 boven de voetvrijstelling en 20% over het restant
- voor kleinkinderen 18% over de eerste € 138.641 boven de voetvrijstelling en 36% over het restant
- voor andere verkrijgers 30% over de eerste € 138.641 boven de voetvrijstelling en 40% over het restant[2]

En in 2024 is de belastingvrije voet (voetvrijstelling, geregeld in artikel 32):
- voor partners € 795.156
- voor gehandicapte kinderen € 75.546
- voor overige kinderen en voor kleinkinderen € 25.187
- voor achterkleinkinderen € 2.658
- voor ouders van hun kind € 59.643
- voor andere verkrijgers € 2.658

Het tarief (geregeld in artikel 24) is in 2024:
- voor partners en kinderen 10% over de eerste € 152.638 boven de voetvrijstelling en 20% over het restant
- voor kleinkinderen 18% over de eerste € 152.638 boven de voetvrijstelling en 36% over het restant
- voor andere verkrijgers 30% over de eerste € 152.638 boven de voetvrijstelling en 40% over het restant[3]

En in 2025 is de belastingvrije voet (voetvrijstelling, geregeld in artikel 32):
•	voor partners € 804.698
•	voor gehandicapte kinderen € 76.453
•	voor overige kinderen en voor kleinkinderen € 25.490
•	voor achterkleinkinderen € 2.690
•	voor ouders van hun kind € 60.359
•	voor andere verkrijgers € 2.690 De laagste trede krijg een maximum van 154.197
Een algemeen nut beogende instelling (ANBI), een sociaal belang behartigende instelling (SBBI) en een Steunstichting SBBI zijn vrijgesteld van erfbelasting en schenkbelasting, mits aan de verkrijging niet een opdracht is verbonden die aan de verkrijging het karakter ontneemt van te zijn geschied in het algemeen of sociaal belang. Ook uitkeringen uit pensioen en lijfrenten zijn vrijgesteld van erfbelasting. Erft een echtgenoot of partner echter een nabestaandenpensioen of lijfrente dan wordt de vrijstelling verlaagd met 50% van de waarde van de pensioens- of lijfrente-aanspraak. Er mag hierbij wel rekening gehouden worden met een latente belastingclaim van 30% voor toekomstige uitkeringen. Na toepassing van deze korting dient de vrijstelling nog minimaal € 168.155 te bedragen. 
Zie ook afgezonderd particulier vermogen.
Van een erfgenaam die zelf binnen 30 dagen na het verkrijgen van de erfenis overlijdt, wordt de belastingaanslag vernietigd.

### Partnerbegrip
Naast huwelijkspartners en geregistreerde partners worden twee personen, in afwijking van het basispartnerbegrip, voor de erfbelasting slechts aangemerkt als partners indien zij gedurende de zes maanden voorafgaand aan het overlijden dat aanleiding is tot de heffing van erfbelasting:
a. beiden meerderjarig zijn;
b. op hetzelfde woonadres staan ingeschreven in de gemeentelijke basisadministratie persoonsgegevens en een duurzame gemeenschappelijke huishouding hebben gevoerd;
c. ingevolge een notarieel samenlevingscontract een wederzijdse zorgverplichting hebben;
d. geen bloedverwanten in de rechte lijn zijn, en
e. niet met een ander aan de in de onderdelen a tot en met d genoemde voorwaarden voldoen.
De in onderdeel c gestelde voorwaarde geldt niet voor personen die tot het tijdstip van het overlijden of de schenking gedurende een onafgebroken periode van ten minste vijf jaren staan ingeschreven op hetzelfde woonadres in de gemeentelijke basisadministratie of een daarmee naar aard en strekking overeenkomende registratie buiten Nederland.

### Woonplaats
Alleen indien de erflater op het moment van overlijden in Nederland woont, is bij de erfgenamen over de erfenis erfbelasting verschuldigd. Waar iemand woont hangt af van waar het centrum van iemands levensbelangen ligt. Waar de erflater staat ingeschreven in de Basisregistratie Personen is niet van belang.
In de successiewet zijn hiernaast twee woonplaatsficties opgenomen waarvan één voor de erfbelasting relevant is. Deze fictie bepaalt namelijk dat een Nederlander die in Nederland heeft gewoond en binnen 10 jaren nadat deze Nederland heeft verlaten overlijdt of een schenking doet, geacht wordt ten tijde van het overlijden of het doen van de schenking in Nederland te hebben gewoond.

### Erfbelasting als een kind zijn erfdeel nog niet in handen krijgt
Als een kind van een ouder erft volgens het versterferfrecht, maar het erfdeel vooralsnog naar de langstlevende ouder gaat, dan wordt erfbelasting berekend op basis van het nu al erven door het kind, maar moet de langstlevende ouder deze erfbelasting voorschieten, wat slecht uit kan komen als zowel de erfenis voor de kinderen als de eventuele erfenis voor de langstlevende ouder niet liquide is, bijvoorbeeld vast zit in het huis dat de langstlevende ouder bewoont. De langstlevende ouder krijgt zo een vordering op het kind, die in mindering komt op de vordering van het kind op de langstlevende ouder ter zake van het erfdeel, per saldo is de laatstgenoemde vordering dus de nettowaarde van het erfdeel. Bij het uiteindelijk ontvangen van het netto erfdeel, meestal bij overlijden van de langstlevende ouder, hoeft hierover dus geen erfbelasting meer te worden betaald.

### Standpunten
De wetgever heeft het legitiem gevonden belasting te heffen over vermogen dat iemand zonder inspanning  toevalt, het buitenkansbeginsel. Het bezwaar dat vermogen bij de erflater al eerder in de heffing van belasting is betrokken, wordt gepareerd met het argument dat dat voor de verkrijger niet relevant is, voor deze is het de eerste keer.
Aan de erfbelasting zijn echter ook vaak emotionele aspecten verbonden: overlijden is al tragisch en de belasting wordt dan als extra zout in de wonde ervaren.
Hier komt bij dat de belasting de waarde op het moment van overlijden als aanknooppunt neemt. Dit kan tot onaangename situaties leiden als deze waarde in de maanden of jaren dat het duurt de erfenis af te handelen sterk verminderd is, bijvoorbeeld bij een pakket aandelen. In dat geval moet toch over de hoge beginwaarde worden afgerekend.
Uit een onderzoek onder 1200 mensen door TNS NIPO in opdracht van Plus Magazine kwam naar voren dat het successierecht als de meest gehate belasting van Nederland werd beschouwd. Er wordt dan ook wel voor afschaffing gepleit.

### Vrijstelling bij bedrijfsopvolging in de familiesfeer
De Successiewet 1956 kent in artikel 35b, de bedrijfsopvolgingsregeling (BOR), aparte hoge vrijstellingen toe bij bedrijfsopvolging in de familiesfeer. Tot € 1.119.845 wordt in 2021 in het geheel geen belasting geheven. Vooral de Raad van State zette op 28 april 2009 al vraagtekens bij dit wetsonderdeel.
Op 13 juli 2012 besliste de rechtbank te Breda dat particulieren recht hadden op dezelfde vrijstelling (toen tot € 1.006.000) als die geldt bij het ondernemingsvermogen. De advocaat-generaal bij de Hoge Raad ging hier gedeeltelijk in mee. De uitspraak volgde op 22 november 2013 in vijf geselecteerde model-gevallen en negeerde het advies van de advocaat-generaal. De uitspraak was gunstig voor de Nederlandse staat; het genoemde onderscheid in erfbelasting mag. De Stichting Meldpunt Collectief Onrecht (SMCO) wil de zaak in laatste instantie voorleggen aan het Europees Hof.

### Erfbelasting in natura
Als erfgenamen een waardevolle kunstverzameling erven, bestaat er in Nederland een speciale regeling om, onder bepaalde voorwaarden, de erfbelasting te voldoen in natura, de Betaling van erfbelasting in de vorm van kunstvoorwerpen. Het moet daarbij gaan om kunstvoorwerpen met een wettelijk beschermde status, dus kunstvoorwerpen van zodanige culturele waarde dat de Staat er belang bij heeft dat zij het land niet verlaten. Een extra voordeel is dat daarbij de te betalen erfbelasting vermindert met 120% van de waarde van het kunstvoorwerp.

### Inkomsten erf- en schenkbelasting
| Jaar | Erf- en schenkbelasting       |
| ---- | ----------------------------- |
| 1995 | 773                           |
| 2000 | 1483                          |
| 2005 | 1709                          |
| 2010 | 1721                          |
| 2015 | 1614                          |
| 2016 | 1845                          |
| 2017 | 1441                          |
| 2018 | 1731                          |
| 2019 | 1926                          |
| 2020 | 2330                          |
| 2021 | 2476                          |
| 2022 | 2550                          |
| 2023 | 2932                          |
| 2024 | 3000 (prognose miljoenennota) |

De Nederlandse overheid incasseert jaarlijks circa 3 miljard euro aan erf- en schenkbelastingen.

### Geschiedenis
De Wijziging van de Successiewet 1956 en enige andere belastingwetten (vereenvoudiging bedrijfsopvolgingsregeling en herziening tariefstructuur in de Successiewet 1956, alsmede introductie van een regeling voor afgezonderd particulier vermogen in de Wet inkomstenbelasting 2001 en de Successiewet 1956) is op 1 januari 2010 in werking getreden.
Voor broers en zusters is het aparte tarief vervallen, dus die vallen nu onder andere verkrijgers.

## Zwitserland
Er komt mogelijk een referendum over de invoering van een landelijke erfbelasting van 50% over een erfenis voor zover meer dan CHF 50 miljoen (ruwweg € 50 miljoen), bovenop wat door lagere overheden geheven wordt.